# Томаш Медвед
Томаш Медвед (словен. Tomáš Medveď; Кошице, 31. децембар 1973) је бивши словачки фудбалер који је играо на позицији нападача. Био је најбољи стрелац мађарског фудбалског првенства у сезони  2004/05. са постигнутих 18. голова.

## Клупска каријера
Томаш Медвед је наступио у тринаест различитих клубова. Највечи успех је имао са Слованом из Братиславе са којим је освојио шампионат, куп и суперкуп Словачке. .

## Остварења

### Клуб
- шампион Словачке 1998/99. са Слованом из Братиславе[2]
- 2. место у Словачкој лиги 1993/94. са Интером из Братиславе[3]
- 2. место у Словачкој лиги 2002/03. са Артмедијом Петржалка[4]
- освајач Купа Словачке 1995. са Интером из Братиславе[5]
- Освајач Словачког Суперкупа 1995. са Интером из Братиславе

### Индивидуално
- Најбољи стрелац Мађарске лиге: (1): 2004/05. (18. голова)
- Најбољи стрелци елитне клупске лиге Словачке (Klub ligových kanonierov): Са 103 постигнута гола дели 26. место[6]
  - Артмедиа Петржалка (31. гол), Интер Братислава (21), Футура Хомене (8), Слован Братислава (8), Локомотива Кошице (2), 1. ФК Кошице (1), Сенец (2), Папа (18), Видеотон (7), Шенјанг Гинде (Кина) (5). Голови се понегде могу не поклапати због разлике у извору.